# Pfarrerb
Pfarrerb je mineralogická přírodní památka na území obce Sobotín, asi 11 km severovýchodně od Šumperka. Leží na okraji CHKO Jeseníky asi 1 km severovýchodně od kostela v Sobotíně. Byla vyhlášena v červnu 2013 a zaujímá plochu 0,32 ha. Předmětem ochrany je ukázka mineralizace alpského typu s výskytem četných druhů minerálů, zvláště epidotu.

## Mineralogie
Minerál epidot je hlavním objektem zájmu hledačů, kteří lokalitu Pfarrerb dlouhodobě překopávají a často narušují již beztak vytěžené mineralizované pukliny. Kromě epidotu jsou na lokalitě k vidění i jiné druhy minerálů např. albit nebo prehnit. Všechny významnější nálezy jsou uloženy v muzejních a univerzitních sbírkách např. ve Vídni, Bonnu, Wroclavi, Praze, Brně nebo ve Vlastivědném muzeu v Olomouci.
Historie mineralogického naleziště sahá do roku 1864, kdy bylo náhodně odkryto při budování cesty k nedalekému lomu. Místo bylo několikrát prozkoumáváno a překutáváno, naposledy v roce 1994. V roce 1997 byla Správou CHKO Jeseníky a Vlastivědným muzeem Olomouc vybudována Mineralogická naučná stezka Sobotín–Maršíkov, která má své první zastavení právě u naleziště Pfarrerb. Důvodem vyhlášení přírodní památky je jednak její ochrana před nevhodnou činností člověka, ale především její vědecký význam: Pfarrerb patří mezi nejvýznamnější naleziště mineralizace alpského typu v České republice i v Evropě a jedná se o proslulou exkurzní lokalitu.
Geologicky je Pfarrerb součástí sobotínského amfibolitového masivu, který je řazen k desenské skupině – jedné z regionálně-geologických jednotek silezika tvořící geologické podloží Jeseníků.